# أكرم حبيب
أكرم حبيب (1937 - 17 سبتمبر 2023) هو موسيقي وعازف عود ومعلم عراقي، من مواليد الموصل. كانت بدايته مع الموسيقى منذ عام 1965م أضاف إلى العود العادي عوداً بصوت حاد واثنين باص (فيولنسيل بالريشة) فشكل "عائلة عود" (تكنشن وتوزيع)، وقدم به فعاليات في السليمانية وبغداد كانت الأولى من نوعها.

## حياته الفنية
كانت بدايته مع الموسيقى منذ عام 1965، وكان أول من علمه مبادئ العزف على العود الموسيقي محمد حسين مرعي، ومن ثم درس على يد الموسيقار منير بشير شقيق جميل بشير، وكذلك المعلم الشريف محيي الدين حيدر (مؤسس معهد الفنون في بغداد) والملحن رياض السنباطي، بالاستماع إلى ألحانهم. تنقل في العمل من مدرب في رعاية الشباب واتحاد النساء خلال ستينيات وسبعينيات القرن العشرين، ثم أصبح مشرفاً موسيقياً في بيت المقام منذ عام 1994. وقد درب عدداً كبيراً من عازفي العود ومنهم عازف العود خالد محمد علي ومعتز وعد وبلال وسيم ومحمد حبيب وآخرون، حيث كان معلماً مع كاظم الساهر في مديرية النشاط المدرسي في الموصل، وعمل معه منشدا ضمن كورس اتحاد النساء، أما ما يخص الملحن نصير شمة فكان يجتمع كثيرا في شقة عازف العود خالد محمد علي ببغداد، وانقطع اتصاله بهما بعد مغادرتهما البلد خاصة، أسس مع صانع العود الأستاذ إبراهيم الجوادي عائلة العود في الموصل، وقدم ألحاناً مبهرة، وتنزيلات رائعة وعمل في بعض القنوات الفضائية خبيرا للموسيقى، واصدر البوم بعنوان «تجليات الحبيب» ضم قطعا موسيقية من قبيل «عبق موصلي»، واستعمل عود السوبرانو .. كما قدم أغان للملا عثمان الموصلي، وللسيد أحمد عبد القادر، بأطر موسيقية حديثة تضمنت مقدمات موسيقية، وفواصل مع الحرص على ألحانها الأصيلة وكلها سُجلت بصوته وعلى آلة العود، كما قدم خلال سنة 2021 عملا جديدا، وضمن منظمة العمل للأمل التابعة لليونسكو تدريبا لقرابة ثلاثين شابا وشابة من الموصل على الأداء الموسيقي، فضلا عن تدريسه للموسيقى في عدد من المدارس الأهلية وهكذا أصبح لحبيب تلاميذ بارعون في العزف على آلة العود منهم الأساتذة خالد محمد علي، وفريد هشام، وزيد حماد، ومحمد حبيب، وبلال وسيم.

## إضافاته الفنية
أضاف أكرم حبيب إلى العود العادي عوداً بصوت حاد واثنين باص (فيولنسيل بالريشة) فشكل "عائلة عود" (تكنشن وتوزيع)، وقدم به فعاليات في السليمانية وبغداد كانت الأولى من نوعها. أسس فرقة عام 1992 في بيت المقام الموصلي، وأكمل هذه العيدان بعد ثلاث سنوات وباشر التدرب عليها، لكن قلة العازفين الماهرين وضعف الدعم المادي اضطره إلى إيقاف المشروع وعدم الاستمرار فيه. وبعد مرور خمس سنوات على نشره المشروع في مجلة الأهرام الدولية، وجده منسوبا إلى احد العازفين السوريين.

## أعماله
أعاد ألحان والتوزيع الموسيقي مع غنائه لموشحات الملا عثمان الموصلي بأطر موسيقية حديثة تضمنت مقدمات موسيقية، وفواصل مع الحرص على ألحانها الأصيلة وكلها سُجلت بصوته وعلى آلة العود باسم «تجليات الحبيب».
- آل بيت الهادي.
- لي فؤاد حن.
- عبد أتاكم.
- هب الصبا الفياح
- هائما مغرماً.
- للعاشق في الهوى دلائل.
- قم إلينا.
- اختفت شمس الضحى.
- يا خفيفة المنكال.
- أسمر سمارك.
- ألا فجودوا لنا بالوصال.
- أشرق البدر علينا.

## وفاته
توفي يوم 18 سبتمبر 2023 على أثر نوبة قلبية في الموصل.